# Susse Wold
Susse Wold (navngivet Lise Wold) (født 17. november 1938 på Frederiksberg) er en dansk skuespillerinde.

## Karriere
Susse Wold blev uddannet som skuespiller ved Privatteatrenes Elevskole i 1958-60.
Hun spillede i DR TV-teatrets optagelse af Jean Genets Stuepigerne fra 1962 i hvad der er blevet kaldt "en seriøs gennembrudspræstation".
I perioden 1964-71 var hun ansat ved Det kongelige Teater.
I 1999 gik hun til fordel for AIDS-Fondet med til at deltage i Casper & Mandrilaftalens føljeton Skøjtearven, hvor hun spillede den altoverskyggende og eneste rolle.
Susse Wold er en aktiv foredragsholder og oplæser, og hun har skrevet selvbiografien Fremkaldt, der udkom i 2008.

## Hæder
- 1962: Johanne Luise Heibergs Legat
- 1966: Poul Reumerts Legat
- 1969: Tagea Brandts Rejselegat
- 1979: Henkel-Prisen
- 1984: Jeppe-Prisen
- 1978: Ridder af Dannebrogordenen og i 1996 til ridder af 1. grad.
- 2014: Robert for årets kvindelige birolle for Jagten.[2]
- 2019: Teaterflisen.[3]

## Privatliv
Hun er datter af Knud Wold og Marguerite Viby. I en årrække dannede hun par med skuespilleren Erik Mørk, med hvem hun fik sønnen Christian Mørk i 1966. Den 21. maj 1983 blev hun gift med skuespilleren Bent Mejding.

## Filmografi i udvalg

### Spillefilm
| År   | Titel                            | Rolle                                  | Noter |
| ---- | -------------------------------- | -------------------------------------- | ----- |
| 1959 | Charles' tante                   | Henriette, selskabsdame til Dalvadorez |       |
| 1961 | Jetpiloter                       | Grete - flyverlotte                    |       |
| 1961 | Den grønne elevator              | Ekspeditrice                           |       |
| 1962 | Den kære familie                 | Irmelin, modist                        |       |
| 1962 | Det stod i avisen                | Pige der vil købe kjole                |       |
| 1963 | Tre piger i Paris                | Lotte - ekspedient                     |       |
| 1964 | Sommer i Tyrol                   | kromutter Josepha                      |       |
| 1964 | Mord for åbent tæppe             | Eva Bertelsen - skuespillerinde        |       |
| 1965 | Halløj i himmelsengen            | Maria Theresia                         |       |
| 1966 | Tre små piger                    | Beate - Rambow's datter                |       |
| 1970 | Hurra for de blå husarer         | Henriette & Clarissa - pastorens døtre |       |
| 1972 | Manden på Svanegården            | Lisbeth - hans datter                  |       |
| 1975 | Bejleren - en jysk røverhistorie | Kammerpige                             |       |
| 1985 | Den kroniske uskyld              | Fru Junkersen, Helles mor              |       |
| 2012 | Jagten                           | Grethe                                 |       |
| 2020 | Druk                             | gymnasiets rektor                      |       |

### Serier
| År      | Titel                    | Rolle                                     | Noter                |
| ------- | ------------------------ | ----------------------------------------- | -------------------- |
| 1962    | Stuepigerne              | Lone Hertz                                |                      |
| 1968    | Københavnerliv           | Charlotte                                 |                      |
| 1970-77 | Huset på Christianshavn  | Therese, Egons franske kæreste            |                      |
| 1978-81 | Matador                  | fru Gitte Graa, Jørgen Varnæs' elskerinde |                      |
| 1982-83 | Een stor familie         | Karen Westh, konstitueret direktør        |                      |
| 1992    | Mørklægning              | Benedicte Baumann                         |                      |
| 1994    | Alletiders Jul           | gudinden Freja                            | julekalender         |
| 1999    | Casper & Mandrilaftalens |                                           | føljeton Skøjtearven |
| 2000    | Rejseholdet              |                                           |                      |

### Stemme til tegnefilm
| År   | Titel                  | Rolle         | Noter |
| ---- | ---------------------- | ------------- | ----- |
| 1988 | Landet for længe siden | Lillefods mor |       |